# Eurya paratetragonoclada
Eurya paratetragonoclada är en tvåhjärtbladig växtart som beskrevs av Hu Hsien-Hsu. Eurya paratetragonoclada ingår i släktet Eurya och familjen Pentaphylacaceae. Inga underarter finns listade i Catalogue of Life.